# Adolf Johanssen
Adolf Hermann Harald Johanssen (* 27. Mai 1863 auf Gut Sophienhof (Schellhorn), Kreis Plön; † 5. Mai 1936 in Meran) war ein deutscher Jurist, Verwaltungsbeamter und Politiker (DVP).

## Leben
Johanssen wurde als Sohn eines Gutsbesitzers geboren. Nach dem Schulbesuch nahm er ein Studium der Rechtswissenschaften auf, das er 1886 mit dem Ersten Juristischen Staatsexamen abschloss. Er absolvierte im Anschluss das Referendariat an Gerichten, war seit 1888 als Regierungsreferendar bei der Regierung in Schleswig tätig und wurde zum Doktor der Rechte promoviert. 1891 legte er das Zweite Juristische Staatsexamen ab. Seine Tätigkeiten im preußischen Verwaltungsdienst führten ihn zunächst zur Einkommensteuer-Veranlagungskommission im Stadtkreis Kiel und von dort aus 1895 zur Regierung nach Bromberg.
Johanssen war ab 1897 Landrat des Landkreises Süderdithmarschen. 1910 wurde er als Oberregierungsrat stellvertretender Regierungspräsident des Regierungsbezirkes Gumbinnen. 1915 kehrte er als Oberpräsidialrat zum Oberpräsidium in die Provinz Schleswig-Holstein zurück. Von April 1920 bis zu seinem Eintritt in den Ruhestand im April 1928 amtierte er als Regierungspräsident des Regierungsbezirkes Schleswig.
Als Landrat und auch als Regierungspräsident war er für die Insel Helgoland zuständig und wurde hier als auch später im Landtag zusammen mit dem Helgoländer Landrat Gustav Etzel gegen die separatistischen Bewegungen auf der Insel tätig.
Im Mai 1928 wurde Johanssen für die Deutsche Volkspartei (DVP) als Abgeordneter in den Preußischen Landtag gewählt, dem er bis 1932 angehörte. Im Parlament vertrat er den Wahlkreis 13 (Schleswig-Holstein).